# 喫煙科学研究財団
公益財団法人喫煙科学研究財団（きつえんかがくけんきゅうざいだん）は、東京都港区にある内閣府管轄の公益財団法人である。設立は1986年。

## 概要
役員・評議員には日本たばこ産業（JT）や関連企業・団体、財務省からの出身者や大学教授などが連なる。喫煙にかかる問題について学者・研究者に研究助成をおこなっている。日本たばこ産業株式会社より、1986年の設立時に基本財産の大半を占める20億円程度の出捐が行われており、その後も同社から毎年3億5,000万円の寄附金を受けて運営されている。

## たばこ産業による研究助成に対する批判・問題
たばこ産業による研究助成については、1997年及び2007年に世界医師会が「タバコ製品の有害性に関する世界医師会声明」を採択し、その声明において「タバコ産業からいかなる資金も教育的物資ももらわないこと」を研究施設、研究者個人等に対して要請している。
2000年8月2日にWHOたばこ産業文書に関する専門家委員会は、アメリカにおけるたばこ産業に対する訴訟において、たばこ会社の秘密文書が公開された結果、たばこ業界が秘密裏に資金を提供している、学会もどき、世論形成団体、ビジネス団体等を通じ、WHOのタバコ規制に対する妨害工作を行っていたこと、その活動が、たばこ産業界と陰で資金的につながりのある国際的な科学者達に強く依存していた旨を報告している。さらに同文書は、日本たばこ産業が喫煙科学研究財団を通じて委員会に参加しようとしたとして、日本たばこ産業と喫煙科学研究財団を非難している。
このようにたばこ産業による研究助成については、利害相反の面から批判を浴びるなど問題視されているため、たばこ産業からの出捐と寄付金によって運営されているこの財団の助成研究については、中立性を欠いているなどの批判がある。とりわけ日本禁煙学会は当財団に対し、日本たばこ産業の寄付金で運営されており国民の健康に反する存在であるとして2008年8月に解散を勧告し、関連の医師らに関係断絶を要請した。

## 所在地
- 〒107-0052　東京都港区赤坂2-5-7　NIKKEN赤坂ビル2F